# Clerodendrum
Clerodendrum L., 1753 è un genere di piante appartenente alla famiglia Lamiaceae, comprendente oltre 300 specie arboree e arbustive; quelle arboree raggiungono i 9 m di altezza. Queste piante, originarie dell'Asia e dell'Africa, sono molto apprezzate come piante ornamentali nei parchi e nei giardini, per i fiori profumati riuniti in grandi cime paniculate e le foglie ovate o cuoriformi, dal caratteristico aroma.

## Etimologia
Il nome clerodendron = kleros (clero) e dendron (albero) fu coniato da Linneo che apprese che le piante erano in uso dal clero della popolazione cingalese.

## Descrizione
La prima comparsa in Europa fu nel 1790, quando furono introdotte due specie da serra, C. chinense e C. squamatum, provenienti dalla Cina.
La specie più conosciuta, acclimatatasi nel Nord Italia, è la C. trichotomum originaria del Giappone fiorisce alla fine dell'estate con grandi corimbi di fiori bianchi stellati profumatissimi, i frutti autunnali sono bacche di colore blu intenso sorrette da un calice a forma di stella di colore rosso-cardinalizio;
Altre specie interessanti sono il C. fargesii rustico con fiori bianchi e il C.foetidum a fiori di colore rosa, originari della Cina; il C. myricoides dell'Etiopia con fiori colorati di blu, poco resistente al gelo; il C. chinense originario del Giappone a fiori bianchi; il C. ugandense Prain, arbusto alto 1–3 m, con foglie ovate, tomentose sulla pagina inferiore, di colore verde chiaro superiormente. i fiori viola e lilla simili a farfalle, sono riuniti in panicoli terminali, con stami sporgenti, originario dell'Africa tropicale, poco rustico non resiste alle basse temperature prolungate; il C. thomsoniae pianta rampicante con fiori bianchi, può essere coltivata in vaso come pianta da appartamento; citiamo infine il C. tomentosum.

## Coltivazione
Preferiscono posizione non troppo soleggiata, terreno sciolto e fertile, annaffiature regolari nel periodo estivo, diradate o sospese d'inverno, nel periodo vegetativo sono previste concimazioni mensili con fertilizzante per piante da fiore.
Si moltiplicano con la semina, per mezzo di talee o margotte e talvolta con i polloni radicali.
In Italia le specie che resistono all'aperto (pieno sole) sono due: C. trichòtomum e C. bungei.

## Avversità
- Marciume radicale favorito dal ristagno d'acqua in terreni non drenati
- Acari attaccano le foglie talvolta con notevoli danni